# Bogdan Filov
Pour les articles homonymes, voir Bogdan.
Bogdan Filov (bulgare : Богдан Филов), né le 10 avril 1883 à Stara Zagora (Roumélie orientale) et mort le 2 février 1945 à Sofia, est un homme d’État bulgare, président du Conseil des ministres de 1940 à 1943.

## Biographie

### Carrière professionnelle
Bogdan Filov étudie en Allemagne, avant de devenir professeur et historien d’université en Bulgarie.

### Parcours politique
Il devient ministre des Travaux publics en 1939.
Sa germanophilie notoire lui permet d’accéder au poste de président du Conseil des ministres le 16 février 1940, le tsar Boris III étant forcé de se rapprocher de l’Axe.
Cependant, Boris III et Bogdan Filov refusent d’engager les troupes bulgares en guerre, malgré les pressions d'Adolf Hitler : la participation de la Bulgarie aux côtés de l'Allemagne se limite à une participation aux occupations de la Yougoslavie et de la Grèce, dans le but d'annexer leurs territoires macédoniens.
En novembre 1940, son gouvernement propose des lois antisémites, qui sont votées par le Parlement le 24 décembre 1940 et sont effectives du 23 janvier 1941 au 27 novembre 1944. Ces lois sont comparables aux lois de Nuremberg du Troisième Reich et privent les Juifs de leurs droits civiques.
Son gouvernement créé un « commissariat aux questions juives » et quelque 11 000 membres de la communauté juive seront déportés vers le camp d'extermination de Treblinka sous son régime ; ils viennent notamment des territoires occupés de Banovine du Vardar et du nord de la Grèce. 
Le 9 septembre 1943, quelques jours après la mort de Boris III, Bogdan Filov quitte ses fonctions de président du Conseil pour devenir un des trois membres du conseil de régence pour le nouveau roi, Siméon II, alors âgé de six ans. En 1944, à la suite de l’armistice avec l’Union soviétique, le conseil est dissous.

### Arrestation, procès et exécution
Quelques jours après le coup d'État du 9 septembre 1944, qui porte le Front patriotique au pouvoir, Bogdan Filov est arrêté à Borovets. Il est immédiatement transféré à Sofia puis, le 21 septembre 1944, envoyé en URSS avec les autres régents et ministres pro-Nazis. Là-bas, ils y subissent trois mois d'interrogatoires du NKVD dans un hôtel moscovite avant d'être renvoyés en Bulgarie pour y être jugés, le 3 janvier 1945. Devant le tribunal populaire (en) institué par le Front patriotique, Bogdan Filov plaide non coupable et salue avec arrogance sa condamnation à la peine de mort. Celle-ci est exécutée, par fusillade, dans la nuit du 1er au 2 février 1945, au cimetière central de Sofia. Sa femme est morte en 1973.

### Réhabilitation
À la condamnation à mort de Bogdan Filov s’ajoute une révocation de tous ses titres scientifiques. S’ensuit une interdiction de ses œuvres dans les bibliothèques, notamment celle de l'université de Sofia. Sous le régime communiste de la république populaire de Bulgarie, ses contributions majeures à l'archéologie et à la thracologie sont citées sans nom. Peu avant son effondrement, il est réhabilité scientifiquement lors d'une session de l'Institut archéologique de l'Académie bulgare des sciences, en mars 1990. Son portrait figure ensuite à nouveau dans le bâtiment central de l'Académie. 
Le 26 août 1996, il est légalement réhabilité, par l'arrêt no 172 de la Cour suprême de Bulgarie, qui casse sa condamnation à mort ainsi que celles de nombreux autres collaborateurs avec le Troisième Reich. 
Au printemps 2009, une rue de Sofia porte brièvement son nom avant d'être débaptisée par le conseil municipal sous la pression de l'ambassade israélienne.